# 千葉県の廃止市町村一覧
千葉県の廃止市町村一覧（ちばけんのはいししちょうそんいちらん）は、千葉県における市制・町村制施行（1889年4月1日）後に市町村合併や他の自治体に統合されることなどにより廃止した市町村の一覧である。単なる名称の変更は対象としない。
- 町村が「町制」・「市制」を施行し町・市となるケース
  - 「市町村」以外の表記名を変更しなかった自治体は一覧に含まれない。（例：白井町→白井市）
  - 町制・市制を施行した際に名称を変更した場合も一覧に含まれない。（例：津田沼町→習志野市）
- 市町村が名称変更した場合は一覧に含まれない。
- 所属郡・所属県が変更になった場合は一覧に含まれない。
- 市町村合併で廃止した市町村のケース
  - 編入合併した場合の、存続市町村は廃止に当たらないので一覧に含まれない。
  - 編入合併した場合の、廃止した市町村は一覧に含まれる。
  - 新設合併した場合の、廃止した市町村は一覧に含まれる。
  - 新設合併した場合の、名称が残った市町村も一覧に含まれる。（例：旧・旭市→新・旭市）
- 政令市の廃止区は一覧に含まれない。
- 分割や分立をしたケース
  - 分割で廃止した市町村は一覧に含まれる。
  - 分立で存続した市町村は一覧に含まれない。

## 1899年以前
- 香取郡（旧）本新島村 （1899年4月1日）分割し、香取郡東大戸村、茨城県稲敷郡本新島村新設のため（越境合併）
- 香取郡（旧）東大戸村 （1899年4月1日）香取郡東大戸村新設のため

## 1900年～1909年
この10年間に県内に廃止市町村なし

## 1910年～1919年
- 印旛郡谷清村 （1913年4月1日）印旛郡永治村に編入のため
- 印旛郡本郷村 （1913年4月1日）印旛郡本埜村新設のため
- 印旛郡埜原村 （1913年4月1日）印旛郡本埜村新設のため
- 安房郡（旧）館山町 （1914年4月1日）安房郡館山町新設のため
- 安房郡豊津村 （1914年4月1日）安房郡館山町新設のため
- 東葛飾郡（旧）千代田村 （1914年10月10日）東葛飾郡千代田村新設のため
- 東葛飾郡豊四季村 （1914年10月10日）東葛飾郡千代田村新設のため
- 東葛飾郡（旧）田中村 （1914年10月10日）東葛飾郡田中村新設のため
- 東葛飾郡十余二村 （1914年10月10日）東葛飾郡田中村新設のため
- 海上郡（旧）浦賀村 （1914年12月12日）海上郡浦賀村新設のため
- 海上郡足川村 （1914年12月12日）海上郡浦賀村新設のため

## 1920年～1929年
- 君津郡関村 （1926年4月24日）君津郡関豊村新設のため
- 君津郡豊岡村 （1926年4月24日）君津郡関豊村新設のため

## 1930年～1939年
- 君津郡神納村 （1932年7月1日）君津郡昭和町新設のため
- 君津郡楢葉村 （1932年7月1日）君津郡昭和町新設のため
- 海上郡銚子町 （1933年2月11日）銚子市新設のため
- 海上郡本銚子町 （1933年2月11日）銚子市新設のため
- 海上郡西銚子町 （1933年2月11日）銚子市新設のため
- 海上郡豊浦村 （1933年2月11日）銚子市新設のため
- 東葛飾郡（旧）松戸町 （1933年4月1日）東葛飾郡松戸町新設のため
- 東葛飾郡明村 （1933年4月1日）東葛飾郡松戸町新設のため
- 君津郡（旧）木更津町 （1933年4月1日）君津郡木更津町新設のため
- 君津郡真舟村 （1933年4月1日）君津郡木更津町新設のため
- 安房郡北条町 （1933年4月18日）安房郡館山北条町新設のため
- 安房郡館山町 （1933年4月18日）安房郡館山北条町新設のため
- 東葛飾郡市川町 （1934年11月3日）市川市新設のため
- 東葛飾郡八幡町 （1934年11月3日）市川市新設のため
- 東葛飾郡中山町 （1934年11月3日）市川市新設のため
- 東葛飾郡国分村 （1934年11月3日）市川市新設のため
- 千葉郡検見川町 （1937年2月11日）千葉市に編入のため
- 千葉郡都賀村 （1937年2月11日）千葉市に編入のため
- 千葉郡都村 （1937年2月11日）千葉市に編入のため
- 千葉郡蘇我町 （1937年2月11日）千葉市に編入のため
- 印旛郡（旧）佐倉町 （1937年2月11日）印旛郡佐倉町新設のため
- 印旛郡内郷村 （1937年2月11日）印旛郡佐倉町新設のため
- 海上郡高神村 （1937年2月11日）銚子市に編入のため
- 海上郡海上村 （1937年2月11日）銚子市に編入のため
- 東葛飾郡船橋町 （1937年4月1日）船橋市新設のため
- 東葛飾郡葛飾町 （1937年4月1日）船橋市新設のため
- 東葛飾郡八栄村 （1937年4月1日）船橋市新設のため
- 東葛飾郡法典村 （1937年4月1日）船橋市新設のため
- 東葛飾郡塚田村 （1937年4月1日）船橋市新設のため
- 夷隅郡（旧）勝浦町 （1937年4月1日）夷隅郡勝浦町新設のため
- 夷隅郡豊浜村 （1937年4月1日）夷隅郡勝浦町新設のため
- 君津郡吉野村 （1937年4月1日）君津郡大貫町に編入のため
- 君津郡駒山村 （1937年4月1日）君津郡環村に編入のため
- 東葛飾郡八柱村 （1938年4月1日）東葛飾郡松戸町に編入のため
- 安房郡館山北条町 （1939年11月3日）館山市新設のため
- 安房郡那古町 （1939年11月3日）館山市新設のため
- 安房郡船形町 （1939年11月3日）館山市新設のため

## 1940年～1949年
- 君津郡木更津町 （1942年11月3日）木更津市新設のため
- 君津郡巖根村 （1942年11月3日）木更津市新設のため
- 君津郡清川村 （1942年11月3日）木更津市新設のため
- 君津郡波岡村 （1942年11月3日）木更津市新設のため
- 東葛飾郡松戸町 （1943年4月1日）松戸市新設のため
- 東葛飾郡馬橋村 （1943年4月1日）松戸市新設のため
- 東葛飾郡高木村 （1943年4月1日）松戸市新設のため
- 君津郡周西村 （1943年4月1日）君津郡君津町新設のため
- 君津郡八重原村 （1943年4月1日）君津郡君津町新設のため
- 千葉郡千城村 （1944年2月11日）千葉市に編入のため
- 東葛飾郡大柏村 （1949年11月3日）市川市に編入のため

## 1950年～1959年
- 東葛飾郡野田町 （1950年5月3日）野田市新設のため
- 東葛飾郡旭村 （1950年5月3日）野田市新設のため
- 東葛飾郡七福村 （1950年5月3日）野田市新設のため
- 東葛飾郡梅郷村 （1950年5月3日）野田市新設のため
- 香取郡佐原町 （1951年3月15日）佐原市新設のため
- 香取郡香取町 （1951年3月15日）佐原市新設のため
- 香取郡香西村 （1951年3月15日）佐原市新設のため
- 香取郡東大戸村 （1951年3月15日）佐原市新設のため
- 東葛飾郡流山町 （1951年4月1日）東葛飾郡江戸川町新設のため
- 東葛飾郡八木村 （1951年4月1日）東葛飾郡江戸川町新設のため
- 東葛飾郡新川村 （1951年4月1日）東葛飾郡江戸川町新設のため
- 香取郡（旧）小見川町 （1951年4月1日）香取郡小見川町新設のため
- 香取郡豊浦村 （1951年4月1日）香取郡小見川町新設のため
- 香取郡神里村 （1951年4月1日）香取郡小見川町新設のため
- 香取郡森山村 （1951年4月1日）香取郡小見川町新設のため
- 香取郡（旧）多古町 （1951年4月1日）香取郡多古町新設のため
- 香取郡東条村 （1951年4月1日）香取郡多古町新設のため
- 山武郡（旧）大網町 （1951年4月1日）山武郡大網町新設のため
- 山武郡瑞穂村 （1951年4月1日）山武郡大網町新設のため
- 山武郡山辺村 （1951年4月1日）山武郡大網町新設のため
- 長生郡茂原町 （1952年4月1日）茂原市新設のため
- 長生郡東郷村 （1952年4月1日）茂原市新設のため
- 長生郡豊田村 （1952年4月1日）茂原市新設のため
- 長生郡二宮本郷村 （1952年4月1日）茂原市新設のため
- 長生郡鶴枝村 （1952年4月1日）茂原市新設のため
- 長生郡五郷村 （1952年4月1日）茂原市新設のため
- 山武郡（旧）東金町 （1953年4月1日）山武郡東金町新設のため
- 山武郡丘山村 （1953年4月1日）山武郡東金町新設のため
- 山武郡正気村 （1953年4月1日）山武郡東金町新設のため
- 山武郡豊成村 （1953年4月1日）山武郡東金町新設のため
- 山武郡公平村 （1953年4月1日）分割し、山武郡東金町新設、成東町に編入のため
- 山武郡大和村 （1953年4月1日）分割し、山武郡東金町新設、大網町に編入のため
- 長生郡（旧）本納町 （1953年4月1日）長生郡本納町新設のため
- 長生郡新治村 （1953年4月1日）長生郡本納町新設のため
- 安房郡滝田村 （1953年5月1日）安房郡三芳村新設のため
- 安房郡国府村 （1953年5月1日）安房郡三芳村新設のため
- 安房郡稲都村 （1953年5月1日）安房郡三芳村新設のため
- 夷隅郡（旧）長者町 （1953年7月1日）夷隅郡長者町新設のため
- 夷隅郡中根村 （1953年7月1日）夷隅郡長者町新設のため
- 千葉郡二宮町 （1953年8月1日）船橋市に編入のため
- 長生郡（旧）一宮町 （1953年11月3日）長生郡一宮町新設のため
- 長生郡東浪見村 （1953年11月3日）長生郡一宮町新設のため
- 長生郡一松村 （1953年11月3日）長生郡長生村新設のため
- 長生郡八積村 （1953年11月3日）長生郡長生村新設のため
- 長生郡高根村 （1953年11月3日）長生郡長生村新設のため
- 千葉郡大和田町 （1954年1月15日）千葉郡八千代町新設のため
- 千葉郡睦村 （1954年1月15日）千葉郡八千代町新設のため
- 市原郡高滝村 （1954年1月15日）市原郡加茂村新設のため
- 市原郡富山村 （1954年1月15日）市原郡加茂村新設のため
- 市原郡里見村 （1954年1月15日）市原郡加茂村新設のため
- 市原郡白鳥村 （1954年1月15日）市原郡加茂村新設のため
- 海上郡（旧）旭町 （1954年2月11日）海上郡旭町新設のため
- 海上郡富浦村 （1954年2月11日）海上郡旭町新設のため
- 海上郡矢指村 （1954年2月11日）海上郡旭町新設のため
- 安房郡（旧）白浜町 （1954年3月3日）安房郡白浜町新設のため
- 安房郡長尾村 （1954年3月3日）安房郡白浜町新設のため
- 印旛郡佐倉町 （1954年3月31日）佐倉市新設のため
- 印旛郡臼井町 （1954年3月31日）佐倉市新設のため
- 印旛郡弥富村 （1954年3月31日）佐倉市新設のため
- 印旛郡志津村 （1954年3月31日）佐倉市新設のため
- 印旛郡根郷村 （1954年3月31日）佐倉市新設のため
- 印旛郡和田村 （1954年3月31日）佐倉市新設のため
- 印旛郡成田町 （1954年3月31日）成田市新設のため
- 印旛郡公津村 （1954年3月31日）成田市新設のため
- 印旛郡八生村 （1954年3月31日）成田市新設のため
- 印旛郡中郷村 （1954年3月31日）成田市新設のため
- 印旛郡久住村 （1954年3月31日）成田市新設のため
- 印旛郡遠山村 （1954年3月31日）成田市新設のため
- 印旛郡豊住村 （1954年3月31日）成田市新設のため
- 海上郡鶴巻村 （1954年3月31日）海上郡海上町新設のため
- 海上郡滝郷村 （1954年3月31日）海上郡海上町新設のため
- 海上郡嚶鳴村 （1954年3月31日）海上郡海上町新設のため
- 海上郡（旧）飯岡町 （1954年3月31日）海上郡飯岡町新設のため
- 海上郡三川村 （1954年3月31日）海上郡飯岡町新設のため
- 匝瑳郡（旧）八日市場町 （1954年3月31日）匝瑳郡八日市場町新設のため
- 匝瑳郡平和村 （1954年3月31日）匝瑳郡八日市場町新設のため
- 匝瑳郡椿海村 （1954年3月31日）匝瑳郡八日市場町新設のため
- 匝瑳郡匝瑳村 （1954年3月31日）匝瑳郡八日市場町新設のため
- 匝瑳郡豊栄村 （1954年3月31日）匝瑳郡八日市場町新設のため
- 匝瑳郡須賀村 （1954年3月31日）匝瑳郡八日市場町新設のため
- 匝瑳郡共興村 （1954年3月31日）匝瑳郡八日市場町新設のため
- 匝瑳郡吉田村 （1954年3月31日）匝瑳郡八日市場町新設のため
- 匝瑳郡飯高村 （1954年3月31日）匝瑳郡八日市場町新設のため
- 匝瑳郡豊和村 （1954年3月31日）匝瑳郡八日市場町新設のため
- 香取郡（旧）多古町 （1954年3月31日）香取郡多古町新設のため
- 香取郡常磐村 （1954年3月31日）香取郡多古町新設のため
- 香取郡久賀村 （1954年3月31日）香取郡多古町新設のため
- 香取郡中村 （1954年3月31日）香取郡多古町新設のため
- 君津郡（旧）君津町 （1954年3月31日）君津郡君津町新設のため
- 君津郡周南村 （1954年3月31日）君津郡君津町新設のため
- 君津郡貞元村 （1954年3月31日）君津郡君津町新設のため
- 千葉郡豊富村 （1954年4月1日）船橋市に編入のため
- 海上郡船木村 （1954年4月1日）銚子市に編入のため
- 海上郡椎柴村 （1954年4月1日）銚子市に編入のため
- 山武郡源村 （1954年4月1日）山武郡東金町（即日市制、東金市）・日向村に分割編入のため
- 山武郡福岡村 （1954年4月1日）山武郡東金町（即日市制、東金市）・白里町に分割編入のため
- 安房郡（旧）千倉町 （1954年4月1日）安房郡千倉町新設のため
- 安房郡七浦村 （1954年4月1日）安房郡千倉町新設のため
- 安房郡健田村 （1954年4月1日）安房郡千倉町新設のため
- 夷隅郡国吉町 （1954年4月29日）夷隅郡夷隅町新設のため
- 夷隅郡千町村 （1954年4月29日）夷隅郡夷隅町新設のため
- 夷隅郡中川村 （1954年4月29日）夷隅郡夷隅町新設のため
- 匝瑳郡南条村 （1954年5月3日）匝瑳郡光町新設のため
- 匝瑳郡東陽村 （1954年5月3日）匝瑳郡光町新設のため
- 匝瑳郡白浜村 （1954年5月3日）匝瑳郡光町新設のため
- 匝瑳郡日吉村 （1954年5月3日）匝瑳郡光町新設のため
- 安房郡西岬村 （1954年5月3日）館山市に編入のため
- 安房郡富崎村 （1954年5月3日）館山市に編入のため
- 安房郡豊房村 （1954年5月3日）館山市に編入のため
- 安房郡神戸村 （1954年5月3日）館山市に編入のため
- 安房郡九重村 （1954年5月3日）館山市に編入のため
- 安房郡館野村 （1954年5月3日）館山市に編入のため
- 匝瑳郡共和村 （1954年6月1日）海上郡旭町に編入のため
- 海上郡豊畑村 （1954年6月1日）海上郡旭町に編入のため
- 千葉郡犢橋村 （1954年7月1日）千葉市に編入のため
- 安房郡（旧）鴨川町 （1954年7月1日）安房郡鴨川町新設のため
- 安房郡田原村 （1954年7月1日）安房郡鴨川町新設のため
- 安房郡西条村 （1954年7月1日）安房郡鴨川町新設のため
- 安房郡東条村 （1954年7月1日）安房郡鴨川町新設のため
- 千葉郡幕張町 （1954年7月6日）千葉市に編入のため
- 匝瑳郡栄村 （1954年7月17日）匝瑳郡野栄町新設のため
- 匝瑳郡野田村 （1954年7月17日）匝瑳郡野栄町新設のため
- 香取郡府馬町 （1954年8月1日）香取郡山田町新設のため
- 香取郡八都村 （1954年8月1日）香取郡山田町新設のため
- 香取郡山倉村 （1954年8月1日）香取郡山田町新設のため
- 安房郡（旧）千倉町 （1954年8月1日）安房郡千倉町新設のため
- 安房郡千歳村 （1954年8月1日）安房郡千倉町新設のため
- 印旛郡阿蘇村 （1954年9月1日）千葉郡八千代町に編入のため
- 東葛飾郡柏町 （1954年9月1日）東葛市新設のため
- 東葛飾郡土村 （1954年9月1日）東葛市新設のため
- 東葛飾郡田中村 （1954年9月1日）東葛市新設のため
- 東葛飾郡小金町 （1954年9月1日）東葛市新設のため
- 山武郡（旧）成東町 （1954年10月1日）山武郡成東町新設のため
- 山武郡大富村 （1954年10月1日）山武郡成東町新設のため
- 山武郡南郷村 （1954年10月1日）山武郡成東町新設のため
- 君津郡久留里町 （1954年10月1日）君津郡上総町新設のため
- 君津郡松丘村 （1954年10月1日）君津郡上総町新設のため
- 君津郡亀山村 （1954年10月1日）君津郡上総町新設のため
- 夷隅郡（旧）大多喜町 （1954年10月5日）夷隅郡大多喜町新設のため
- 夷隅郡総元村 （1954年10月5日）夷隅郡大多喜町新設のため
- 夷隅郡西畑村 （1954年10月5日）夷隅郡大多喜町新設のため
- 夷隅郡上瀑村 （1954年10月5日）夷隅郡大多喜町新設のため
- 夷隅郡老川村 （1954年10月5日）夷隅郡大多喜町新設のため
- 東葛飾郡富勢村 （1954年11月1日）東葛市・東葛飾郡我孫子町に分割編編入のため
- 印旛郡（旧）八街町 （1954年11月1日）印旛郡八街町新設のため
- 印旛郡川上村 （1954年11月1日）印旛郡八街町新設のため
- 市原郡（旧）五井町 （1954年11月3日）市原郡五井町新設のため
- 市原郡東海村 （1954年11月3日）市原郡五井町新設のため
- 君津郡鎌足村 （1954年11月3日）木更津市に編入のため
- 市原郡牛久町 （1954年11月15日）市原郡南総町新設のため
- 市原郡鶴舞町 （1954年11月15日）市原郡南総町新設のため
- 市原郡戸田村 （1954年11月15日）市原郡南総町新設のため
- 市原郡内田村 （1954年11月15日）市原郡南総町新設のため
- 市原郡平三村 （1954年11月15日）市原郡南総町新設のため
- 印旛郡木下町 （1954年12月1日）印旛郡印西町新設のため
- 印旛郡大森町 （1954年12月1日）印旛郡印西町新設のため
- 印旛郡船穂村 （1954年12月1日）印旛郡印西町新設のため
- 印旛郡永治村 （1954年12月1日）分割し、印旛郡印西町新設，白井村に編入のため
- 山武郡大網町 （1954年12月1日）山武郡大網白里町新設のため
- 山武郡白里町 （1954年12月1日）山武郡大網白里町新設のため
- 山武郡増穂村 （1954年12月1日）山武郡大網白里町新設のため
- 長生郡太東村 （1954年12月1日）夷隅郡太東町新設のため
- 夷隅郡古沢村 （1954年12月1日）夷隅郡太東町新設のため
- 山武郡日向村 （1955年1月1日）山武郡山武町新設のため
- 山武郡睦岡村 （1955年1月1日）山武郡山武町新設のため
- 山武郡（旧）松尾町 （1955年2月1日）山武郡松尾町新設のため
- 山武郡大平村 （1955年2月1日）山武郡松尾町新設のため
- 山武郡豊岡村 （1955年2月1日）山武郡松尾町新設のため
- 山武郡（旧）横芝町 （1955年2月1日）山武郡横芝町新設のため
- 山武郡上堺村 （1955年2月1日）山武郡横芝町新設のため
- 山武郡大総村 （1955年2月1日）山武郡横芝町新設のため
- 千葉郡生浜町 （1955年2月11日）千葉市に編入のため
- 千葉郡椎名村 （1955年2月11日）千葉市に編入のため
- 千葉郡誉田村 （1955年2月11日）千葉市に編入のため
- 香取郡（旧）滑河町 （1955年2月11日）香取郡滑河町（即日改称、下総町）新設のため
- 香取郡小御門村 （1955年2月11日）香取郡滑河町（即日改称、下総町）新設のため
- 香取郡高岡村 （1955年2月11日）香取郡滑河町（即日改称、下総町）新設のため
- 香取郡瑞穂村 （1955年2月11日）佐原市に編入のため
- 香取郡新島村 （1955年2月11日）佐原市に編入のため
- 香取郡津宮村 （1955年2月11日）佐原市に編入のため
- 香取郡大倉村 （1955年2月11日）佐原市に編入のため
- 香取郡（旧）小見川町 （1955年2月11日）香取郡小見川町新設のため
- 香取郡良文村 （1955年2月11日）香取郡小見川町新設のため
- 香取郡豊里村 （1955年2月11日）銚子市に編入のため
- 長生郡白潟町 （1955年2月11日）長生郡白子町新設のため
- 長生郡関村 （1955年2月11日）長生郡白子町新設のため
- 長生郡南白亀村 （1955年2月11日）長生郡白子町新設のため
- 長生郡庁南町 （1955年2月11日）長生郡長南町新設のため
- 長生郡西村 （1955年2月11日）長生郡長南町新設のため
- 長生郡東村 （1955年2月11日）長生郡長南町新設のため
- 長生郡豊栄村 （1955年2月11日）長生郡長南町新設のため
- 夷隅郡（旧）勝浦町 （1955年2月11日）夷隅郡勝浦町新設のため
- 夷隅郡興津町 （1955年2月11日）夷隅郡勝浦町新設のため
- 夷隅郡上野村 （1955年2月11日）夷隅郡勝浦町新設のため
- 夷隅郡総野村 （1955年2月11日）夷隅郡勝浦町新設のため
- 安房郡岩井町 （1955年2月11日）安房郡富山町新設のため
- 安房郡平群村 （1955年2月11日）安房郡富山町新設のため
- 安房郡天津町 （1955年2月11日）安房郡天津小湊町新設のため
- 安房郡小湊町 （1955年2月11日）安房郡天津小湊町新設のため
- 市原郡湿津村 （1955年2月11日）市原郡市津村新設のため
- 市原郡市東村 （1955年2月11日）市原郡市津村新設のため
- 君津郡金田村 （1955年2月11日）木更津市に編入のため
- 君津郡平岡村 （1955年2月11日）君津郡平川町新設のため
- 君津郡中川村 （1955年2月11日）君津郡平川町新設のため
- 君津郡中郷村 （1955年3月1日）木更津市に編入のため
- 印旛郡旭村 （1955年3月10日）分割し、印旛郡四街道町新設、佐倉市に編入のため
- 印旛郡千代田町 （1955年3月10日）印旛郡四街道町新設のため
- 印旛郡六合村 （1955年3月10日）印旛郡印旛村新設のため
- 印旛郡宗像村 （1955年3月10日）印旛郡印旛村新設のため
- 安房郡（旧）勝山町 （1955年3月10日）安房郡勝山町新設のため
- 安房郡佐久間村 （1955年3月10日）安房郡勝山町新設のため
- 安房郡豊田村 （1955年3月15日）安房郡丸山町新設のため
- 安房郡丸村 （1955年3月15日）安房郡丸山町新設のため
- 市原郡千種村 （1955年3月20日）市原郡五井町・姉崎町に分割編入のため
- 東葛飾郡風早村 （1955年3月30日）東葛飾郡沼南村新設のため
- 東葛飾郡手賀村 （1955年3月30日）東葛飾郡沼南村新設のため
- 君津郡大貫町 （1955年3月30日）君津郡大佐和町新設のため
- 君津郡佐貫町 （1955年3月30日）君津郡大佐和町新設のため
- 千葉郡白井村 （1955年3月31日）千葉郡泉町新設のため
- 千葉郡更科村 （1955年3月31日）千葉郡泉町新設のため
- 東葛飾郡行徳町 （1955年3月31日）市川市に編入のため
- 山武郡豊海町 （1955年3月31日）山武郡九十九里町新設のため
- 山武郡片貝町 （1955年3月31日）山武郡九十九里町新設のため
- 山武郡鳴浜村 （1955年3月31日）分割し、山武郡九十九里町新設、成東町に編入のため
- 夷隅郡（旧）大原町 （1955年3月31日）夷隅郡大原町新設のため
- 夷隅郡東村 （1955年3月31日）夷隅郡大原町新設のため
- 夷隅郡東海村 （1955年3月31日）夷隅郡大原町新設のため
- 夷隅郡布施村 （1955年3月31日）分割し、夷隅郡大原町・御宿町新設のため
- 夷隅郡浪花村 （1955年3月31日）分割し、夷隅郡大原町・御宿町新設のため
- 夷隅郡（旧）御宿町 （1955年3月31日）夷隅郡御宿町新設のため
- 安房郡（旧）富浦町 （1955年3月31日）安房郡富浦町新設のため
- 安房郡八束村 （1955年3月31日）安房郡富浦町新設のため
- 安房郡（旧）和田町 （1955年3月31日）安房郡和田町新設のため
- 安房郡北三原村 （1955年3月31日）安房郡和田町新設のため
- 安房郡（旧）江見町 （1955年3月31日）安房郡江見町新設のため
- 安房郡太海村 （1955年3月31日）安房郡江見町新設のため
- 安房郡曽呂村 （1955年3月31日）安房郡江見町新設のため
- 安房郡大山村 （1955年3月31日）安房郡長狭町新設のため
- 安房郡吉尾村 （1955年3月31日）安房郡長狭町新設のため
- 安房郡主基村 （1955年3月31日）安房郡長狭町新設のため
- 市原郡八幡町 （1955年3月31日）市原郡市原町新設のため
- 市原郡菊間村 （1955年3月31日）市原郡市原町新設のため
- 市原郡市西村 （1955年3月31日）市原郡三和町新設のため
- 市原郡養老村 （1955年3月31日）市原郡三和町新設のため
- 君津郡昭和町 （1955年3月31日）君津郡袖ヶ浦町新設のため
- 君津郡長浦村 （1955年3月31日）君津郡袖ヶ浦町新設のため
- 君津郡根形村 （1955年3月31日）分割し、君津郡袖ヶ浦町・平川町新設のため
- 君津郡富岡村 （1955年3月31日）分割し、君津郡平川町・富来田町新設のため
- 君津郡馬来田村 （1955年3月31日）君津郡富来田町新設のため
- 君津郡中村 （1955年3月31日）君津郡小糸町新設のため
- 君津郡小糸村 （1955年3月31日）君津郡小糸町新設のため
- 君津郡三島村 （1955年3月31日）君津郡清和村新設のため
- 君津郡秋元村 （1955年3月31日）君津郡清和村新設のため
- 君津郡（旧）富津町 （1955年3月31日）君津郡富津町新設のため
- 君津郡青堀町 （1955年3月31日）君津郡富津町新設のため
- 君津郡飯野村 （1955年3月31日）君津郡富津町新設のため
- 君津郡湊町 （1955年3月31日）君津郡天羽町新設のため
- 君津郡天神山村 （1955年3月31日）君津郡天羽町新設のため
- 君津郡竹岡村 （1955年3月31日）君津郡天羽町新設のため
- 君津郡金谷村 （1955年3月31日）君津郡天羽町新設のため
- 香取郡古城村 （1955年4月10日）香取郡干潟町新設のため
- 香取郡中和村 （1955年4月10日）香取郡干潟町新設のため
- 香取郡万歳村 （1955年4月10日）香取郡干潟町新設のため
- 香取郡大須賀村 （1955年4月15日）香取郡大栄町新設のため
- 香取郡昭栄村 （1955年4月15日）香取郡大栄町新設のため
- 香取郡神崎町 （1955年4月19日）香取郡神崎米沢町（即日改称、神崎町）新設のため
- 香取郡米沢村 （1955年4月19日）香取郡神崎米沢町（即日改称、神崎町）新設のため
- 君津郡環村 （1955年4月25日）君津郡峰上村新設のため
- 君津郡関豊村 （1955年4月25日）君津郡峰上村新設のため
- 東葛飾郡（旧）我孫子町 （1955年4月29日）東葛飾郡我孫子町新設のため
- 東葛飾郡布佐町 （1955年4月29日）東葛飾郡我孫子町新設のため
- 東葛飾郡湖北村 （1955年4月29日）東葛飾郡我孫子町新設のため
- 長生郡長柄村 （1955年4月29日）長生郡長柄町新設のため
- 長生郡日吉村 （1955年4月29日）長生郡長柄町新設のため
- 長生郡水上村 （1955年4月29日）長生郡長柄町新設のため
- 山武郡（旧）成東町 （1955年7月1日）山武郡成東町新設のため
- 山武郡緑海村 （1955年7月1日）山武郡成東町新設のため
- 山武郡二川村 （1955年7月1日）山武郡芝山町新設のため
- 山武郡千代田村 （1955年7月1日）山武郡芝山町新設のため
- 東葛飾郡（旧）関宿町 （1955年7月20日）東葛飾郡関宿町新設のため
- 東葛飾郡木間ヶ瀬村 （1955年7月20日）東葛飾郡関宿町新設のため
- 東葛飾郡二川村 （1955年7月20日）東葛飾郡関宿町新設のため
- 香取郡笹川町 （1955年7月20日）香取郡東庄町新設のため
- 香取郡橘村 （1955年7月20日）香取郡東庄町新設のため
- 香取郡東城村 （1955年7月20日）香取郡東庄町新設のため
- 香取郡神代村 （1955年7月20日）香取郡東庄町新設のため
- 夷隅郡瑞沢村 （1955年7月20日）長生郡睦沢村新設のため
- 長生郡土睦村 （1955年7月20日）長生郡睦沢村新設のため
- 印旛郡布鎌村 （1955年12月1日）印旛郡栄町新設のため
- 印旛郡安食町 （1955年12月1日）印旛郡栄町新設のため
- 市原郡（旧）三和町 （1956年3月25日）市原郡三和町新設のため
- 市原郡海上村 （1956年3月25日）市原郡三和町新設のため
- 海上郡豊岡村 （1956年4月10日）銚子市に編入のため
- 市原郡市原村 （1956年7月1日）市原郡五井町・市原町に分割編入のため
- 安房郡南三原村 （1956年9月1日）安房郡和田町・丸山町に分割編入のため
- 長生郡（旧）本納町 （1956年9月30日）長生郡本納町新設のため
- 長生郡豊岡村 （1956年9月30日）長生郡本納町新設のため
- 東葛飾郡南行徳町 （1956年10月1日）市川市に編入のため
- 東葛飾郡福田村 （1957年4月1日）野田市に編入のため
- 東葛飾郡川間村 （1957年4月1日）野田市に編入のため
- 安房郡勝山町 （1959年3月30日）安房郡鋸南町新設のため
- 安房郡保田町 （1959年3月30日）安房郡鋸南町新設のため

## 1960年～1969年
- 夷隅郡太東町 （1961年8月1日）夷隅郡岬町新設のため
- 夷隅郡長者町 （1961年8月1日）夷隅郡岬町新設のため
- 千葉郡泉町 （1963年4月10日）千葉市に編入のため
- 市原郡市原町 （1963年5月1日）市原市新設のため
- 市原郡五井町 （1963年5月1日）市原市新設のため
- 市原郡姉崎町 （1963年5月1日）市原市新設のため
- 市原郡三和町 （1963年5月1日）市原市新設のため
- 市原郡市津町 （1963年5月1日）市原市新設のため
- 君津郡（旧）天羽町 （1963年10月1日）君津郡天羽町新設のため
- 君津郡峰上村 （1963年10月1日）君津郡天羽町新設のため
- 旧・市原市 （1967年10月1日）市原市新設のため
- 市原郡南総町 （1967年10月1日）市原市新設のため
- 市原郡加茂村 （1967年10月1日）市原市新設のため
- 山武郡土気町 （1969年7月15日）千葉市に編入のため

## 1970年～1979年
- 君津郡（旧）君津町 （1970年9月28日）君津郡君津町新設のため
- 君津郡上総町 （1970年9月28日）君津郡君津町新設のため
- 君津郡小糸町 （1970年9月28日）君津郡君津町新設のため
- 君津郡小櫃村 （1970年9月28日）君津郡君津町新設のため
- 君津郡清和村 （1970年9月28日）君津郡君津町新設のため
- 安房郡江見町 （1971年3月31日）鴨川市新設のため
- 安房郡長狭町 （1971年3月31日）鴨川市新設のため
- 安房郡鴨川町 （1971年3月31日）鴨川市新設のため
- 君津郡（旧）富津町 （1971年4月25日）君津郡富津町新設のため
- 君津郡大佐和町 （1971年4月25日）君津郡富津町新設のため
- 君津郡天羽町 （1971年4月25日）君津郡富津町新設のため
- 君津郡富来田町 （1971年9月30日）木更津市に編入のため
- 君津郡（旧）袖ヶ浦町 （1971年11月3日）君津郡袖ヶ浦町新設のため
- 君津郡平川町 （1971年11月3日）君津郡袖ヶ浦町新設のため
- 旧・茂原市 （1972年5月1日）茂原市新設のため
- 長生郡本納町 （1972年5月1日）茂原市新設のため

## 1980年～1999年
この20年間に県内に廃止市町村なし

## 2000年～2009年
- 東葛飾郡関宿町 （2003年6月6日）野田市に編入のため
- 旧・鴨川市 （2005年2月11日）鴨川市新設のため
- 安房郡天津小湊町 （2005年2月11日）鴨川市新設のため
- 東葛飾郡沼南町 （2005年3月28日）柏市に編入のため
- 旧・旭市 （2005年7月1日）旭市新設のため
- 香取郡干潟町 （2005年7月1日）旭市新設のため
- 海上郡海上町 （2005年7月1日）旭市新設のため
- 海上郡飯岡町 （2005年7月1日）旭市新設のため
- 夷隅郡夷隅町 （2005年12月5日）いすみ市新設のため
- 夷隅郡大原町 （2005年12月5日）いすみ市新設のため
- 夷隅郡岬町 （2005年12月5日）いすみ市新設のため
- 八日市場市 （2006年1月23日）匝瑳市新設のため
- 匝瑳郡野栄町 （2006年1月23日）匝瑳市新設のため
- 安房郡富浦町 （2006年3月20日）南房総市新設のため
- 安房郡富山町 （2006年3月20日）南房総市新設のため
- 安房郡白浜町 （2006年3月20日）南房総市新設のため
- 安房郡千倉町 （2006年3月20日）南房総市新設のため
- 安房郡丸山町 （2006年3月20日）南房総市新設のため
- 安房郡和田町 （2006年3月20日）南房総市新設のため
- 安房郡三芳村 （2006年3月20日）南房総市新設のため
- 香取郡下総町 （2006年3月27日）成田市に編入のため
- 香取郡大栄町 （2006年3月27日）成田市に編入のため
- 佐原市 （2006年3月27日）香取市新設のため
- 香取郡小見川町 （2006年3月27日）香取市新設のため
- 香取郡山田町 （2006年3月27日）香取市新設のため
- 香取郡栗源町 （2006年3月27日）香取市新設のため
- 山武郡成東町 （2006年3月27日）山武市新設のため
- 山武郡山武町 （2006年3月27日）山武市新設のため
- 山武郡松尾町 （2006年3月27日）山武市新設のため
- 山武郡蓮沼村 （2006年3月27日）山武市新設のため
- 山武郡横芝町 （2006年3月27日）山武郡横芝光町新設のため
- 匝瑳郡光町 （2006年3月27日）山武郡横芝光町新設のため

## 2010年～
- 印旛郡印旛村 （2010年3月23日）印西市に編入のため
- 印旛郡本埜村 （2010年3月23日）印西市に編入のため